# Tonkatsu
Tonkatsu (japanisch 豚カツ, Kana とんかつ; dt. „Schweineschnitzel; Schweinekotelett“) ist ein paniertes Schnitzel (カツレツ katsuretsu, kurz カツ katsu, von englisch cutlet) aus der japanischen Küche, das dem Schnitzel Wiener Art sehr ähnlich ist. Ähnlich dem Schnitzel Wiener Art wird Tonkatsu in der Zubereitung auch flach geklopft.
Es wird oft als Teishoku (定食, dt. „Menü“) verkauft, wobei das Tonkatsu in mundgerechte Stücke geschnitten und auf Weißkohlstreifen serviert wird, dazu eine Schüssel Reis, Misosuppe und Daikon gereicht werden. Das Tonkatsu wird mit der speziellen Tonkatsusoße oder Sojasoße verzehrt. Eine regionale Variante aus Nagoya nutzt Misosoße und ist als Miso-katsu bekannt.
Tonkatsu ist essentielle Zutat für das Gericht Katsudon, bei dem das Tonkatsu auf einer Schüssel Reis zusammen mit halbgarem Ei serviert wird, sowie Katsukarē, bei dem es mit Reis und japanischer Currysoße (siehe Karē – Gericht) serviert wird.
Paniert wird üblicherweise mit Panko, der in Japan verwendeten Art des Paniermehls.